# 1664 en philosophie
Chronologie de la philosophie
- 1660
- 1661
- 1662
- 1663
- 1664
- 1665
- 1666
- 1667
- 1668

L’année 1664 a été marquée, en philosophie, par les événements suivants :

## Publications
- Marin Cureau de La Chambre : 
  - Recueil des épistres, lettres et préfaces de M. de La Chambre (1664) Publié par Pierre Cureau de La Chambre.
  - Le Système de l'âme (1664). Réédition : Fayard, Paris, 2004.

- Johann Clauberg :  Johannis Claubergiis Physica, Amsterdam, 1664.

- Géraud de Cordemoy : Discours de l’action des corps (1664).

- René Descartes :  Traité du monde et de la lumière, 1632-1633, publication posthume en 1664 AT XI

- André Graindorge :  Traité de la nature du feu, de la lumière et des couleurs, Caen, 1664, in-4°.

- Antoine Legrand :  Physica, Amsterdam, 1664, in-4°

## Décès
- David de Rodon ou Derodon, né en 1600(?) à Die et mort en 1664 à Genève, est un théologien calviniste et philosophe français.

- 10 janvier à l'abbaye d'Affligem : Antoon Sanders, universellement connu dans la République des Lettres sous son nom latinisé d’Antonius Sanderus et dans les lettres françaises sous celui d’Antoine Sandérus, est un poète, philosophe, théologien et historien brabançon, de langue latine, né à Anvers le 15 septembre 1586.